# Grenier à sel de Pouancé
Le grenier à sel de Pouancé est un ancien grenier à sel situé à Pouancé, en France. Probablement institué dès le XIVe siècle, le grenier à sel de Pouancé étend sa juridiction sur 21 paroisses angevines. Situé sur la frontière entre l'Anjou et la Bretagne, le territoire se prête à une contrebande très active par les faux-sauniers. En plus de la présence de gabelous, Pouancé possède également une prison pour les crimes de faux-saunage. L’institution et le grenier à sel disparaît à la Révolution française.

## Localisation
Le grenier à sel est situé dans le département français de Maine-et-Loire, sur la commune de Pouancé.
Par sa proximité géographique avec la Bretagne, Pouancé est considéré comme une paroisse traditionnellement faux-saunière. Elle s'inscrit dans un triangle Ancenis-Pouancé-Angers, propice au recrutement des contrebandiers.

## Historique
Vers 1669, une troupe de cinq faux-sauniers et soldats, se faisant appeler cadets de Bretagne, forcent les prisons de Pouancé pour libérer un ou plusieurs des leurs. Ils tentent également de piller la recette des gabelles et commettent plusieurs excès, attaquant notamment un archer de la gabelle avant de s'enfuir,.  Aux environs de 1697, le grenier à sel de Pouancé consomme 27 muids de sel par an.
C'est au cours du XVIIIe siècle que l'actuel bâtiment nommé grenier à sel est construit à l'entrée du château de Pouancé.
Au mois de mai 1726, un edit du roi confirme la liste des paroisses sous la responsabilité du grenier à sel de Pouancé: Armaillé, Bouillé, Bourg-l'Évêque, Carbay, Chanveaux, La Chapelle-Hullin, Chazé-Henry, Combrée, Congrier, Grugé, L'Hôpital-de-Bouillé, Noëllet, Noyant, Pouancé, La Prévière, Renazé, La Rouaudière, Saint-Erblon, Saint-Michel-et-Chanveaux, Senonnes et Vergonnes. Le prix est fixé à 39 livres le minot de sel d'impôt, et 38 livres pour le sel de vente volontaire.
Le 29 mars 1740, un Arrêt de la cour des aides infirme une sentence du grenier à sel de Pouancé du 12 février 1738 et défend aux employés de faire des visites domiciliaires chez les particuliers sans permission
En 1761, la consommation de sel dans le grenier de Pouancé s'établit à 175 setiers pour l'ensemble de 21 paroisses concernées. En 1772, le grenier de Pouancé entretient 11 brigades pour un total de 69 gabelous pour un coût de 20 580 livres. Malgré cela, la moitié du marché du sel du territoire est alimenté par la contrebande.
L'édifice est inscrit au titre des monuments historiques en 1996.